# Cozy Powell
Cozy Powell, eigenlijk Colin Flooks (Cirencester, 29 december 1947 - Bristol, 5 april 1998), wordt gezien als een van Engelands beste hardrockdrummers: hij was bekend om zijn "heavy-hitting style" en zijn gave om muziek 'vol' te laten klinken.

## Biografie
Geboren in Cirencester, begon Powell zijn muziekcarrière bij The Sorcerers in 1965. Vanaf 1971 was hij voor twee albums de drummer bij de Jeff Beck-group. Voordat hij solo ging, vormde hij de band Bedlam. Zijn solo-single Dance with the devil bereikte de derde plaats in de UK-charts in 1973. Twee andere top 20-singles aldaar zouden nog volgen met de band Cozy Powell's Hammer. Het volgende jaar bereikte Powell de headlines toen hij verscheen in het BBC-kinderprogramma Record Breakers, waar hij een wereldrecord vestigde als 's werelds snelste drummer live op televisie.
In 1976 voegde Powell zich bij Ritchie Blackmores Rainbow, de band waarmee hij waarschijnlijk het meest wordt geassocieerd.
In 1980, toen Led Zeppelin-drummer John Bonham overleed, werd Powell door de band gezien als mogelijke opvolger van Bonham. Led Zeppelin besloot echter om uit elkaar te gaan.
Op 16 augustus 1980 was Rainbow de hoofdact van het allereerste Monsters of Rockfestival in Castle Donington, Engeland. Na het succes van dit festival (dat op zijn beurt weer aanleiding was voor het succes van Rainbows al uit 1979 stammende album Down to Earth en daarvan de singles Since You Been Gone en All Night Long), stapte Powell samen met zanger Graham Bonnet uit Rainbow om samen te werken aan Bonnets nieuwe project genaamd Graham Bonnet & the Hooligans, met als single Night Games (1981). Vervolgens speelde Powell met verschillende grote bands - Michael Schenker Group van 1981 tot 1982, Whitesnake van 1982 tot 1984, vervolgens met Keith Emerson en Greg Lake in 1986 en Gary Moore in 1989, Black Sabbath van 1989 tot 1991 en nogmaals van 1993 tot 1995.
Samen met Neil Murray (ex-lid van Cozy Powells band Hammer, Whitesnake, Gary Moore en Black Sabbath) was Powell lid van de Brian May-band, op de albums Back to the Light en Another World. In 1993 toerden ze om het album Back To The Light te promoten. Hiervan is een livealbum gemaakt. Catherine Porter was een van de achtergrondzangeressen. Ze toerden door de Verenigde Staten, Europa en Japan. De tournee eindigde in december 1993. Ondertussen keerden Powell en Neil Murray terug naar Black Sabbath en beiden traden later toe tot Peter Green's Band. De Brian May-band kwam in 1998 weer bij elkaar om het album Another World te promoten, op het laatste moment werd Powell vanwege diens overlijden vervangen door Eric Singer.

## Overlijden en erfenis
Op het moment van zijn overlijden was Powell aan het herstellen van een voetblessure die hem had uitgeschakeld voor de tour met gitarist Yngwie Malmsteen. Cozy Powell stierf op 5 april 1998 als gevolg van een auto-ongeluk tijdens slecht weer op de M4 nabij Bristol. Hij was 50 jaar. Vlak voor zijn dood was hij nog in de studio's geweest voor de opnamen van het nieuwe album van ex-Fleetwood Macgitarist Peter Green. Colin Blunstone vermeldde op zijn album The light inside dat dit de laatste opnamen van Powell waren. Tegen die tijd was hij de drummer op ten minste 66 albums, met ook nog eens kleinere bijdragen op vele andere albums. Powells dood werd gezien als een groot verlies voor de pop- en rockmuziek. Ontelbare rockdrummers zijn (en worden nog steeds) beïnvloed door hem. Een sample uit Dance With The Devil wordt in 1996 gebruikt door Hysteric Ego voor de dancehit Want Love.
Op de in 2019 door het tijdschrift Rolling Stone gepubliceerde ranglijst van 100 beste drummers in de geschiedenis van de popmuziek kreeg Cozy Powell de 50e plaats toebedeeld.

## Cozy's drumkits
Drumset-ups tijdens zijn loopbaan:
- 1977-1978 (Rainbow):

Ludwig red sparkle: Twee 26-inch bass drums met Premier 250 pedalen, twee 14-inch racked toms, twee 16-inch floor toms. 6-inch metal symphonic snare. Cymbals (allemaal Paiste): 24-inch ride (formula 602), 18-inch china, 18-inch crash-ride, 20-inch ride, 18-inch crash, two 16-inch crashes, 6-inch splash en een 15-inch hihat. Ludwig 35 sticks.
- Circa 1983 (Whitesnake):

Yamaha custom in natural wood finish: Twee 26-inch bass drums, twee 15-inch racked toms, een 18-inch floor tom en een 20-inch floor tom. 6-inch metal snare. Cymbals (Paiste 2000 series): 24-inch ride, 18-inch china, 20-inch crash-ride, 20-inch crash,18-inch crash, 6-inch splash en een a 15-inch hihat.
- 1989 (Black Sabbath):

Yamaha 9000 series custom in zwart en zilver: Twee 26-inch bass drums, vier racked tom-toms: een 16 × 6-inch, 18 × 8-inch, 13 × 9-inch en een 14 × 10-inch. Een 18-inch en een 20-inch floor tom. 6-inch metal snare. Cymbals (Paiste 3000 series): 24-inch ride, 18-inch china, 20-inch crash-ride, 20-inch crash, 18-inch crash, 6-inch splash en een 15-inch hihat en een 36-inch gong.

## Samenwerking
Muzikanten met wie Cozy gespeeld heeft zijn onder anderen Judas Priest, Tony Martin, Neil Murray, Mario Parga, Brian May, Michael Schenker, John Deacon, Geoff Nichols, Don Airey, Steve Lukather, Billy Sheehan, Jon Lord, Ritchie Blackmore en Ronnie James Dio.

## Trivia
Samen met Nick Lowe, David Gilmour,Tony Iommi, Neil Murray, Roger Taylor, Rowan Atkinson, Joe Griffiths and Mike Moran was Powell te horen op de Comic Relief's nummer 1-hit van Hale en Pace, The Stonk.

## Cozy's discografie
| Album                                                   | Artiest                     | Jaar | Label       |
| Rough & Ready                                           | Jeff Beck Group             | 1971 | Epic        |
| Clowns                                                  | Ed Welch                    | 1971 | U.A.        |
| Jeff Beck Group                                         | Jeff Beck Group             | 1972 | Epic        |
| A Writer of Songs                                       | Harvey Andrews              | 1972 | Fly         |
| Clotho's Web                                            | Julie Felix                 | 1972 | RAK         |
| Cosmic Wheels                                           | Donovan                     | 1973 | Epic        |
| Bedlam                                                  | Bedlam                      | 1973 | Chrysalis   |
| You And Me                                              | Chick Churchill             | 1973 | Chrysalis   |
| Nigel Lived                                             | Murray Head                 | 1973 | CBS         |
| First of the Big Bands                                  | Tony Ashton / Jon Lord      | 1974 | Purple      |
| Peter & The Wolf                                        | Various                     | 1975 | R.S.O.      |
| Every Word You Say                                      | Peter Sarstedt              | 1975 | U.A.        |
| The First Starring Role                                 | Bob Sargeant                | 1975 | RCA         |
| Rising                                                  | Rainbow                     | 1976 | Polydor     |
| Fourteen Greatest Hits                                  | Hot Chocolate               | 1976 | RAK         |
| On Stage                                                | Rainbow                     | 1977 | Polydor     |
| Long Live Rock & Roll                                   | Rainbow                     | 1978 | Polydor     |
| Down To Earth                                           | Rainbow                     | 1979 | Polydor     |
| Over the Top                                            | Cozy Powell                 | 1979 | Ariola      |
| And About Time Too                                      | Bernie Marsden              | 1979 | Parlophone  |
| Monsters of Rock                                        | Rainbow / Various           | 1980 | Polydor     |
| Look At Me Now                                          | Bernie Marsden              | 1981 | Parlophone  |
| Tilt                                                    | Cozy Powell                 | 1981 | Polydor     |
| M.S.G.                                                  | Michael Schenker Group      | 1981 | Chrysalis   |
| Line Up                                                 | Graham Bonnet               | 1981 | Vertigo     |
| One Night at the Budokan                                | Michael Schenker Group      | 1982 | Chrysalis   |
| Before I Forget                                         | Jon Lord                    | 1982 | Harvest     |
| Pictures At Eleven                                      | Robert Plant                | 1982 | Esperanza   |
| Octopus                                                 | Cozy Powell                 | 1983 | Polydor     |
| Slide it In                                             | Whitesnake                  | 1984 | Liberty     |
| Phenomena                                               | Phenomena                   | 1985 | Bronze      |
| Under a Raging Moon                                     | Roger Daltrey               | 1985 | Ten         |
| Finyl Vinyl                                             | Rainbow                     | 1986 | Polydor     |
| Emerson, Lake, & Powell                                 | Emerson, Lake, & Powell     | 1986 | Polydor     |
| Who the Am Dam                                          | Boys Don't Cry              | 1987 | Legacy      |
| Sanne Salomonsen                                        | Sanne Salomonsen            | 1987 | Virgin      |
| Triumph & Agony                                         | Warlock                     | 1987 | Vertigo     |
| Forcefield I                                            | Forcefield                  | 1987 | President   |
| Super Drumming                                          | Pete York / Cozy Powell     | 1987 | Ariola      |
| Long Cold Winter                                        | Cinderella                  | 1988 | Phonogram   |
| Southern Region Breakdown                               | James Darby                 | 1988 | President   |
| K.2.                                                    | Don Airey                   | 1988 | MCA         |
| Forcefield II                                           | Forcefield                  | 1988 | President   |
| After the War                                           | Gary Moore                  | 1989 | Virgin      |
| Headless Cross                                          | Black Sabbath               | 1989 | IRS         |
| Timewatch                                               | Minute By Minute            | 1989 | Sky         |
| To Oz And Back (Forcefield III)                         | Forcefield                  | 1989 | President   |
| Live in Germany 1976                                    | Rainbow                     | 1990 | Connoisseur |
| Tyr                                                     | Black Sabbath               | 1990 | IRS         |
| Let the Wild Run Free (Forcefield IV)                   | Forcefield                  | 1991 | President   |
| The Connoisseur Collection Vol II                       | Ritchie Blackmore / Various | 1991 | Connoisseur |
| The Drums are Back                                      | Cozy Powell                 | 1992 | Electrola   |
| Instrumentals                                           | Forcefield                  | 1992 | President   |
| Back To the Light                                       | Brian May                   | 1993 | Parlophone  |
| Live at Brixton Academy                                 | Brian May                   | 1994 | Parlophone  |
| Forbidden                                               | Black Sabbath               | 1995 | IRS         |
| The Music of Jimi Hendrix                               | Various                     | 1995 | RCA         |
| The Sabbath Stones                                      | Black Sabbath               | 1996 | IRS         |
| Baptism of Fire                                         | Glenn Tipton                | 1997 | Atlantic    |
| The Best of Cozy Powell                                 | Cozy Powell                 | 1997 | Polygram    |
| Splinter Group                                          | Peter Green                 | 1997 | Snapper     |
| SAS Band                                                | S.A.S. Band                 | 1997 | Bridge      |
| Facing the Animal                                       | Yngwie Malmsteen            | 1997 | Canyon Int. |
| Another World                                           | Brian May                   | 1998 | Parlophone  |
| Twin Oaks/Especially For You (Cozy's Final Studio Work) | Cozy Powell                 | 1999 |             |
| Scream                                                  | Tony Martin                 | 2005 |             |
| Edge of the World                                       | Tipton, Entwistle & Powell  | 2006 |             |